# Удя
Удя — река в России, на севере Якутии, правый приток Анабара. Уклон реки — 0,3 м/км.

## Гидрография
Длина реки — 342 км. Является третьим длине и площади бассейна притоком Анабара. Протекает в ненаселённой местности.
Образуется слиянием рек Токур-Удя и Мас-Удя. Течёт в северо-западном направлении. В верховьях имеет горный характер, есть пороги, в среднем и нижнем течении выходит на равнину. Имеет многочисленные песчаные острова, старицы, меандры. Дно каменистое в верхней части, в средней и нижней — песчаное. Наибольшей ширины и глубины русло достигает в средней части — 240 и 4,5 метров соответственно.

### Режим
Питание реки снеговое (45-60 %) и дождевое (30-40 %). Среднемноголетний расход воды в устье реки около 90 м³/с, объём стока 2,84 км³/год. Максимальный сток воды приходится на июнь-июль, в половодье.

### Состав воды
Мутность воды не более 25 г/м³. Минерализация воды в половодье не превышает 50 мг/л. По химическому составу вода реки относится к гидрокарбонатному классу и кальциевой группе.

## Ихтиофауна
В водах реки обитают чир, сиг-пыжьян, пелядь.

## Притоки
Средняя густота речной сети 0,5-0,6 км/км². Объекты перечислены по порядку от устья к истоку.
- 10 км: Давид-Юрэгэ
- 13 км: Хосой-Юрэгэ
- 18 км: Токур-Юрэх
- 20 км: Туостаах
- 24 км: Туостаах
- 26 км: Мохору-Юрэгэ
- 34 км: Юлегир
- 36 км: Яма-Юрэгэ
- 47 км: Чюёмпэ-Юрэгэ
- 53 км: река без названия
- 60 км: Кумах-Юрэх
- 66 км: Мугурдаах
- 75 км: Бихиркээн
- 80 км: река без названия
- 90 км: Талахтаах-Юрэх
- 96 км: река без названия
- 101 км: Чымаара
- 108 км: Абага
- 112 км: Эгдэк
- 115 км: Ньюёкюлээх
- 122 км: Буораттаах-Юрэх
- 136 км: Билир
- 155 км: Чангайаан-Юрэгэ
- 160 км: Онкучах-Юрэх
- 169 км: река без названия
- 176 км: Онньоохой
- 193 км: Онгкучах
- 195 км: Удьакан
- 244 км: Борго-Токур
- 260 км: река без названия
- 265 км: река без названия
- 270 км: Курунг-Юрях
- 272 км: Улахан-Курунг-Юрях
- 287 км: Унгуохтаах
- 304 км: Томтор
- 307 км: Нюёкюлээх
- 323 км: река без названия
- 329 км: Санга-Уохба
- 342 км: Мас-Удьа
- 342 км: Токур-Удьа

## Данные водного реестра
По данным государственного водного реестра России относится к Ленскому бассейновому округу. Код водного объекта — 18010000112117600041381.